# 68e méridien ouest
En géographie, le 68e méridien ouest est le méridien joignant les points de la surface de la Terre dont la longitude est égale à 68° ouest.

## Géographie

### Dimensions
Comme tous les autres méridiens, la longueur du 68e méridien correspond à une demi-circonférence terrestre, soit 20 003,932 km. Au niveau de l'équateur, il est distant du méridien de Greenwich de 7 570 km,.
Avec le 112e méridien est, il forme un grand cercle passant par les pôles géographiques terrestres.

### Régions traversées
En commençant par le pôle Nord et descendant vers le sud au pôle Sud, Le 68e méridien ouest passe par:
| Coordonnées          | Pays, territoire ou mer | Notes |
| -------------------- | ----------------------- | --- |
| 90° 00′ N, 68° 00′ O | Océan Arctique          | |
| 83° 10′ N, 68° 00′ O | Mer de Lincoln          | |
| 82° 58′ N, 68° 00′ O | Canada                  | Nunavut, Île d'Ellesmere |
| 80° 47′ N, 68° 00′ O | Détroit de Nares        | |
| 79° 04′ N, 68° 00′ O | Groenland               | Terre d'Inglefield |
| 76° 03′ N, 68° 00′ O | Baie de Baffin          | |
| 70° 18′ N, 68° 00′ O | Canada                  | Nunavut — Île de Baffin, Île Aulitivik (en) et l'Île de Baffin à nouveau                                                                                         |
| 62° 12′ N, 68° 00′ O | Détroit d'Hudson        | |
| 60° 35′ N, 68° 00′ O | Canada                  | Nunavut — Île Akpatok |
| 60° 17′ N, 68° 00′ O | Baie d'Ungava           | |
| 58° 34′ N, 68° 00′ O | Canada                  | Québec |
| 49° 17′ N, 68° 00′ O | Fleuve Saint-Laurent    | |
| 48° 40′ N, 68° 00′ O | Canada                  | Québec New Brunswick — à partir de 48° 00′ N, 68° 00′ O |
| 47° 13′ N, 68° 00′ O | États-Unis              | Maine |
| 44° 24′ N, 68° 00′ O | Océan Atlantique        | Passe juste à l'ouest de Isla Mona, Porto Rico (à 18° 05′ N, 67° 56′ O)                                                                                          |
| 18° 30′ N, 68° 00′ O | Mer des Caraïbes        | Passe juste à l'est de l'île de Bonaire, Pays-Bas (at 12° 12′ N, 68° 11′ O) Passe juste à l'ouest de l'Archipel de Las Aves, Venezuela (at 11° 59′ N, 67° 40′ O) |
| 10° 29′ N, 68° 00′ O | Venezuela               | Passe par Puerto Cabello à 10° 29′ N, 68° 00′ O et Valencia à 10° 11′ N, 68° 00′ O                                                                               |
| 6° 12′ N, 68° 00′ O  | Colombie                | |
| 1° 45′ N, 68° 00′ O  | Brésil                  | Amazonie Acre — from 9° 20′ S, 67° 56′ O |
| 10° 39′ S, 68° 00′ O | Bolivie                 | Passe juste à l'est de La Paz (à 16° 29′ S, 68° 08′ O) |
| 22° 02′ S, 68° 00′ O | Chili                   | |
| 24° 18′ S, 68° 00′ O | Argentine               | |
| 50° 03′ S, 68° 00′ O | Océan Atlantique        | |
| 53° 34′ S, 68° 00′ O | Argentine               | Grande île de la Terre de Feu |
| 54° 53′ S, 68° 00′ O | Chili                   | Île Navarino |
| 55° 14′ S, 68° 00′ O | Océan Pacifique         | |
| 55° 32′ S, 68° 00′ O | Chili                   | Île Hoste |
| 55° 41′ S, 68° 00′ O | Océan Pacifique         | Passe juste à l'ouest de l'Île Hermite, Chili (à 55° 50′ S, 67° 50′ O)                                                                                           |
| 60° 00′ S, 68° 00′ O | Océan Austral           | |
| 66° 40′ S, 68° 00′ O | Antarctique             | Île Adélaïde — Liste des territoires revendiqués par l' Argentine, le Chili et le Royaume-Uni                                                                    |
| 67° 26′ S, 68° 00′ O | Océan Austral           | Baie Marguerite |
| 69° 08′ S, 68° 00′ O | Antarctique             | Liste des territoires revendiqués par l' Argentine, le Chili et le Royaume-Uni                                                                                   |